# Henry Watkins Collier
Henry Watkins Collier (Contea di Lunenburg, 17 gennaio 1801 – Bailey Springs, 28 agosto 1855) è stato un politico statunitense. Fu il 14º governatore dell'Alabama dal 1849 al 1853.
Durante il suo mandato fu creata la prima struttura in Alabama dedicata ai malati di mente, l'Alabama Insane Hospital. In generale il suo mandato vide un periodo di relativa tranquillità sociale, in particolare riguardo alle scottanti questioni relative alla schiavitù e alla segregazione che poi sarebbero scoppiate poco dopo il termine del suo secondo mandato portando alla guerra di secessione. Promosse inoltre varie riforme per l'istruzione, riforme giudiziarie e riforme carcerarie. Promosse infine lo sviluppo dell'industria tessile.